# System76
System76 es un fabricante estadounidense de computadoras con sede en Denver, Colorado, que se especializa en la venta de computadoras portátiles, computadoras de escritorio y servidores. La empresa utiliza software gratuito y de código abierto, y ofrece la opción de Ubuntu o su propia distribución Pop!_OS de Linux basada en Ubuntu como sistemas operativos preinstalados.

## Historia
System76 fue fundado por Carl Richell y Erik Fetzer. En 2003, Fetzer registró el dominio system76.com para vender ordenadores con sistema operativo Linux preinstalado, pero la idea no se llevó a cabo hasta dos años después. El número 76 en el nombre de la empresa es una referencia a 1776, el año en que tuvo lugar la Revolución Americana. Richell explicó que la compañía esperaba provocar una "revolución de código abierto", dando a los consumidores la opción de no usar software propietario.
A mediados de 2005, los fundadores consideraron qué distribución de Linux ofrecer, evaluando Red Hat Enterprise Linux, openSUSE, Yoper y otras distribuciones. Ubuntu se descartó inicialmente, pero Richell y Fetzer cambiaron de opinión rápidamente después de una reevaluación. A Richell le gustó el modelo comercial de Canonical de software completamente gratuito, respaldado por soporte comercial cuando fue necesario. Las primeras computadoras vendidas por System76 se enviaron con Ubuntu 5.10 Breezy Badger preinstalado.
En respuesta al cambio de Canonical al escritorio GNOME desde la interfaz de Unity para futuros lanzamientos de Ubuntu en mayo de 2017, System76 anunció un nuevo shell llamado Pop. La compañía anunció en junio de 2017 que crearía su propia distribución de Linux basada en Ubuntu llamada Pop!_OS.

## Productos

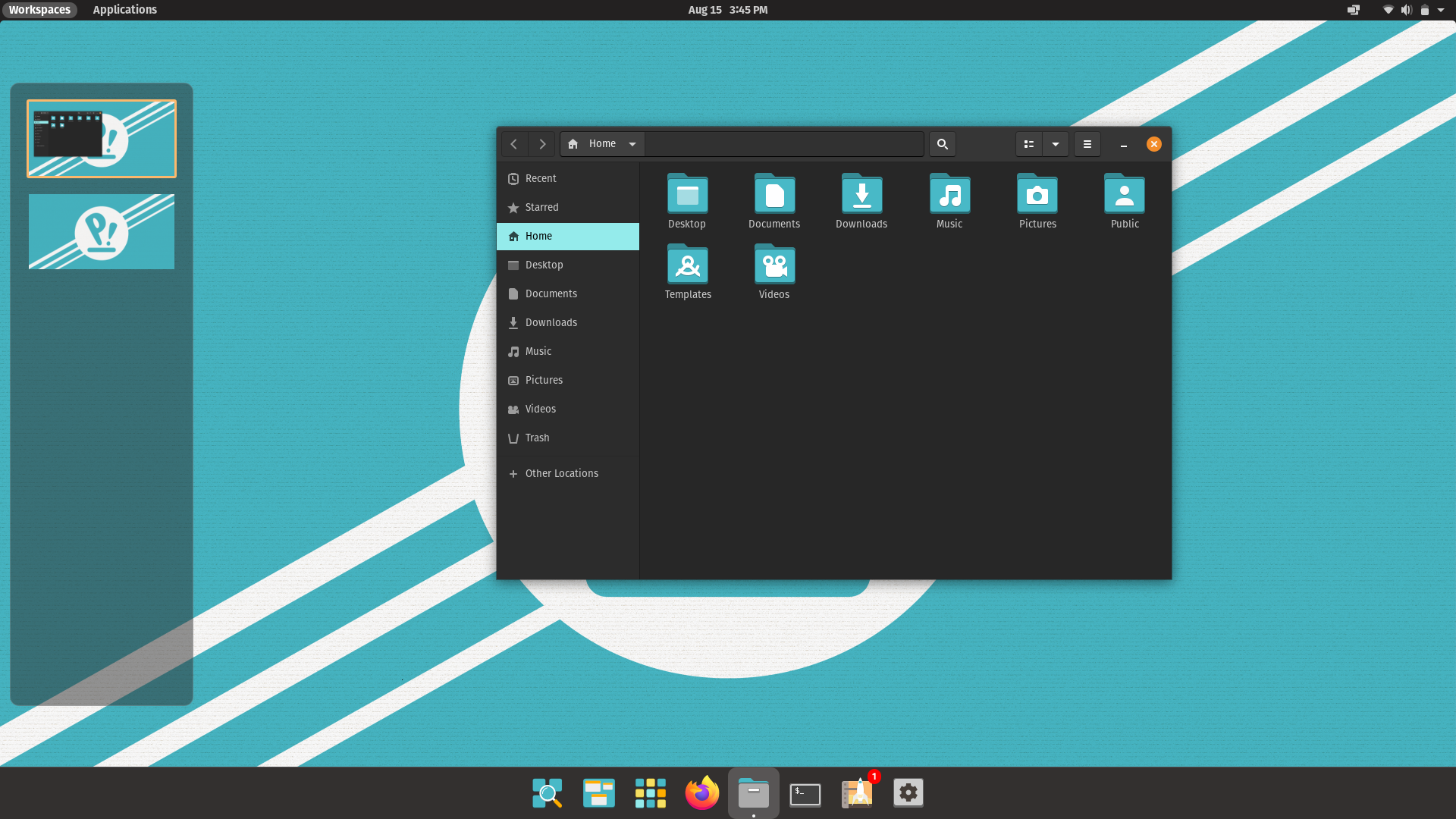
Pop!_OS 21.04 muestra la vista de espacios de trabajo en COSMIC, con una ventana del administrador de archivos Nautilus abierta.

Los modelos de computadora de System76 llevan el nombre de varios animales africanos. El firmware de System76 desactiva parcialmente Intel Management Engine (firmware patentado que ejecuta un sistema operativo en conjuntos de chips Intel posteriores a 2008).

### Pop!_OS
Pop!_OS es una distribución de Linux desarrollada por System76, basada en Ubuntu. y utilizando el entorno de escritorio GNOME. Está destinado a ser utilizado por "desarrolladores, fabricantes y profesionales de la informática". Pop!_OS proporciona cifrado de disco completo de forma predeterminada, así como administración de ventanas, espacios de trabajo y atajos de teclado optimizados para la navegación.